# Bosut
Bosut (Servisch: Босут) is een rivier in Servië en Kroatië.
De rivier ontspringt als Biđ  in de bergen van Dilj in Kroatië. In Cerna komt het water van de Berava erbij, en gaat de rivier verder als Bosut.
Bij de grensovergang van de E70 gaat de rivier de grens over, om bij het Servische dorp Bosut in de Sava te monden.